# 凌十八
凌 十八（りょう じゅうはち、Ling Shiba、1819年 - 1852年）は、清末の民衆反乱の指導者。本名は凌才錦。
広東省信宜県燕古出身。1849年に広西省桂平県金田村で拝上帝会に入信し、故郷で布教活動を行って、信者を増やした。1851年1月、拝上帝会が太平天国の乱を起こすと、凌十八も合流すべく2～3千人の群衆を率いて信宜から金田村に向かった。
凌十八軍が広西省に入った時に、太平天国軍は清軍と大湟江口で戦って武宣に移動していた。凌十八は太平天国軍が敗れたとの誤報を得て、鬱林を占拠して根拠地とすることを決定し、鬱林を包囲した。広西巡撫周天爵が鬱林に援軍を派遣したため、30日余りの包囲でも陥落させることができず、信宜に撤退した。
7月に入って凌十八は交通の要衝である羅定州羅鏡墟を占領した。両広総督徐広縉が自ら兵を率いて羅鏡墟を包囲したが、凌十八軍は包囲を耐え抜いた。1852年4月、徐広縉は太平天国軍本隊と戦うため桂林に赴き、羅鏡墟攻撃は広東巡撫葉名琛が引き継いだ。このころすでに凌十八軍の食糧は不足するようになっていた。6月に清軍の総攻撃が開始され、凌十八はじめ千名余りが戦死し、蜂起は鎮圧された。